# Kolos Kowaliwka
Der FK Kolos (ukrainisch ФК «Колос»; UEFA-Transkription FC Kolos, vollständiger Name: Футбольний клуб «Колос» Ковалівка Futbolnyj klub
«Kolos» Kowaliwka) ist ein ukrainischer Fußballverein aus dem Dorf Kowaliwka.

## Geschichte
Der FK Kolos wurde 2012 gegründet und spielt seit 2019 in der Premjer-Liha. In der Saison 2018/19 wurde der Verein Zweiter in der Perscha Liha und qualifizierte sich durch einen 2:0-Gesamtsieg gegen Chornomorets in der K.-o.-Phase für die Premjer-Liha. Damit ist Kowaliwka die kleinste Ortschaft in der Geschichte der höchsten Spielklasse der ukrainischen Meisterschaft geworden. Zuvor waren Akhtyrka (FC Neftyanik-Ukrneft) und Shepetivka (FC Temp) die kleinsten.
Bereits in seiner ersten Spielzeit in der Premjer-Liha konnte der FK Kolos den sechsten Platz belegen. Der Verein nahm daraufhin an den ligainternen Play-offs um einen Qualifikationsplatz für die UEFA Europa League 2020/21 teil. Nach einem 4:1 gegen den SK Dnipro-1 und einem 1:0 nach Verlängerung gegen den FK Mariupol nahm der FK Kolos diesen Platz für sich in Anspruch. Aufgrund der COVID-19-Pandemie umfasste jede Qualifikationsrunde nur eine Partie anstatt wie sonst üblich Hin- und Rückspiel. Der FK Kolos stieg in Qualifikationsrunde 2 ein und bezwang Aris Thessaloniki auswärts mit 2:1. In der dritten Runde unterlag man auswärts dem HNK Rijeka nach Verlängerung mit 0:2.
In der Saison 2020/21 konnte der FK Kolos in der Premjer-Liha Platz 4 belegen – die bisher beste Platzierung der Vereinsgeschichte. Zudem wurde im ukrainischen Pokal erstmals das Viertelfinale erreicht. Dort unterlag man Dynamo Kiew nach einem 0:0 erst im Elfmeterschießen. Der vierte Platz in der Liga berechtigte zur Teilnahme an der Qualifikation zur UEFA Europa Conference League 2021/22, wo der FK Kolos in Runde 3 einstieg. Gegen Schachtjor Qaraghandy endeten beide Partien torlos, das Elfmeterschießen verlor der FK Kolos.

## Saisons
| Saisons | Div. | Liga         | Platz | @      | Anmerkung                                |
| ------- | ---- | ------------ | ----- | ------ | ---------------------------------------- |
| 2015/16 | 3.   | Druha Liha   | 1.    | [ 1 ]  |                                          |
| 2016/17 | 2.   | Perscha Liha | 5.    | [ 2 ]  |                                          |
| 2017/18 | 2.   | Perscha Liha | 5.    | [ 3 ]  |                                          |
| 2018/19 | 2.   | Perscha Liha | 2.    | [ 4 ]  |                                          |
| 2019/20 | 1.   | Premjer-Liha | 6.    | [ 5 ]  |                                          |
| 2020/21 | 1.   | Premjer-Liha | 4.    | [ 6 ]  |                                          |
| 2021/22 | 1.   | Premjer-Liha | 8.    | [ 7 ]  | Russischer Überfall auf die Ukraine 2022 |
| 2022/23 | 1.   | Premjer-Liha | 9.    | [ 8 ]  |                                          |
| 2023/24 | 1.   | Premjer-Liha | 11.   | [ 9 ]  |                                          |
| 2024/25 | 1.   | Premjer-Liha | 10.   | [ 10 ] |                                          |